# Fetopatia cukrzycowa
Fetopatia cukrzycowa i embriopatia cukrzycowa – określenia na patologie, odpowiednio, rozwoju płodu i zarodka, mające związek z cukrzycą matki w okresie ciąży. Najczęstszym i głównym objawem fetopatii cukrzycowej jest makrosomia płodu, będąca czynnikiem ryzyka powikłań położniczych. Ponadto, u noworodków stwierdza się asfiksję, niewydolność oddechową, hipoglikemię, hipokalcemię, hipomagnezemię, hiperbilirubinemię, policytemię i różnego typu wady wrodzone. Wady wrodzone mogą należeć do spektrum zespołu regresji kaudalnej, rzadkiego zespołu/sekwencji wad wrodzonych znacznie częstszego u dzieci matek z cukrzycą; mogą to być wady układu moczowo-płciowego (zdwojenie moczowodu) i kostnego (skrócenie kości udowej), a także odwrotne ułożenie trzewi. U noworodków często stwierdza się zaczerwienienie skóry, charakterystyczny, "pełny" wygląd twarzy i czarne, gęste włosy głowy. Fetopatia cukrzycowa jest najczęściej wskazaniem do elektywnego cięcia cesarskiego. 
Związek między wadami wrodzonymi płodu a cukrzycą matki jako pierwszy opisał Ernest Lécorché w 1885 roku.

## Klasyfikacja ICD10
| kod ICD10     | nazwa choroby                                                                |
| ------------- | ---------------------------------------------------------------------------- |
| ICD-10: P70   | Przemijające zaburzenia przemiany węglowodanów swoiste dla płodu i noworodka |
| ICD-10: P70.0 | Zespół dziecka matki chorej na cukrzycę ciężarnych                           |
| ICD-10: P70.1 | Zespół dziecka matki cukrzycowej                                             |